# Arthur Zimmermann
Arthur Zimmermann (Marggrabowa, 1864. október 5. – Berlin, 1940. június 6.) a Német Birodalom külügyminisztere volt az 1916-tól 1917-ig terjedő időszakban. Az ő ötlete volt, hogy Mexikó lépjen be az első világháborúba a központi hatalmak oldalán, és támadja meg az Amerikai Egyesült Államokat. Felelősség terheli a Zimmermann-táviratért, ami elősegítette az Egyesült Államok hadbalépését a Német Birodalom ellen 1917 áprilisában.

## Élete
Arthur Zimmermann 1864. október 5-én született a kelet-poroszországi Marggrabowában (ma Lengyelország). Polgári családból származott. A külügyi, államigazgatási karrier ez idő tájt jórészt az arisztokrácia sorából kikerülő ifjak számára volt fenntartva. Zimmermann az előrejutását kivételes szorgalmának és elöljárói iránti feltétlen engedelmességének köszönhette. Konzulátusi pályafutása után 1901-ben áthelyezték a diplomácia területére. Gottlieb von Jagow külügyi államtitkár visszahúzódó természete miatt Zimmermann jelentős szerepet játszott a külföldi követekkel való kapcsolattartás területén. Jagow helyetteseként, annak távollétében, II. Vilmos német császárral és Theobald von Bethmann-Hollweg kancellárral együtt részt vállalt az 1914. július 5-én meghozott döntésben, mely támogatásáról biztosította az Osztrák–Magyar Monarchiát Szerbia ellenében a szarajevói merényletet követően. Zimmermann fogalmazta azt a Bécsbe küldött táviratot, melynek hatására a válság tovább fokozódott.

## Belpolitikai helykeresése
Gottlieb von Jagow lemondott 1916-ban, mikor a német katonai felső vezetés a korlátlan tengeralattjáró-háború felújítását javasolta, mint az egyetlen módot, amivel a háború megnyerhető a szövetségesek ellen. Ennek alkalmazása azzal a reális veszéllyel fenyegetett, hogy az Egyesült Államok belép az első világháborúba az antant oldalán. November 25-én a politikai életet egyre inkább uralma alá vonó Legfelsőbb Parancsnokság (Oberste Heeresleitung, OHL) beleegyezésével Zimmermannt nevezték ki külügyi államtitkárrá. Zimmermann kezdetben rosszul mérte fel az erőviszonyokat és az OHL-lel szemben a kancellárt támogatta a korlátlan tengeralattjáró-háború ügyében. Miután azonban az OHL 1917 januárja folyamán magát Bethmann Hollweg-et is legyőzte a kérdésben, Zimmermann igazodási kényszerbe került az új irányvonal tekintetében. Annak igazolására, hogy a helyzetet felismerte és az OHL politikájával azonosul, elhatározta a külügyi irányvonal módosulásának demonstrációját. Ennek terméke lett az úgynevezett Zimmermann-távirat.

## A Zimmermann-távirat
Az amerikai beavatkozás veszélyének csökkentése végett Zimmermann a Japán Birodalommal és Mexikóval tervezett szorosabb szövetségre lépni. Céljának elérése érdekében 1917. január 16-án az USA német nagykövetségén keresztül kódolt táviratot küldött a mexikói német követnek. Ebben felhatalmazta a Venustiano Carranza mexikói elnöknek átadandó szövetségesi ajánlat megtételére. Az ajánlat részét képezte a Texas, Új-Mexikó és Arizona visszaszerzésére irányuló mexikói igények elismerése, Mexikó felfegyverzésének ígérete és segítség kérése a Németországgal akkor formailag háborúban álló Japán Birodalomnak a szövetségbe való bevonása ügyében. Az üzenetet azonban a brit titkosszolgálat megfejtette és erről értesítette Woodrow Wilson elnököt is. A távirat tartalmát konspirációs okokból tüntették fel, mintha brit ügynököknek a mexikói német követségtől sikerült volna megszerezni. A megfejtett szöveget 1917. március 1-jén az amerikai sajtó nyilvánosságra hozta.
A távirat lehetőséget adott az amerikai politikai vezetés számára a Német Birodalom elleni fellépés belpolitikailag eladható indoklására. A közvéleményben döbbenetet okozó szöveget először koholmánynak tartották. Zimmermann azonban nem tehette meg, hogy elhatárolódjon tőle, mivel az pontosan abbéli igyekezetét tette volna semmissé, hogy az OHL-t meggyőzze hűségéről. Ezért 1917 márciusa folyamán Zimmermann több alkalommal megerősítette, hogy a szöveg valódi. A távirat ilyenformán hozzájárult, hogy Wilson elnök megkapja a Kongresszus jóváhagyását háborús terveihez. Az Egyesült Államok öt héttel később hadba lépett a szövetségesek oldalán. 1917 nyarán, a Bethmann-Hollweg-kormány bukása után Zimmermann elvesztette hivatalát. Ezt követően már nem vett részt a politikában. 1940. június 6-án hunyt el Berlinben.